# بیل جکسون (بازیکن فوتبال، زاده ۱۸۹۴)
بیل جکسون (انگلیسی: Bill Jackson؛ 1894 – ۳ مهٔ ۱۹۱۷) بازیکن فوتبال اهل پادشاهی متحد بریتانیای کبیر و ایرلند بود.
از باشگاه‌هایی که در آن بازی کرده‌است می‌توان به باشگاه فوتبال وست برومویچ آلبیون اشاره کرد.